# 集電環

應用集電環的电动机

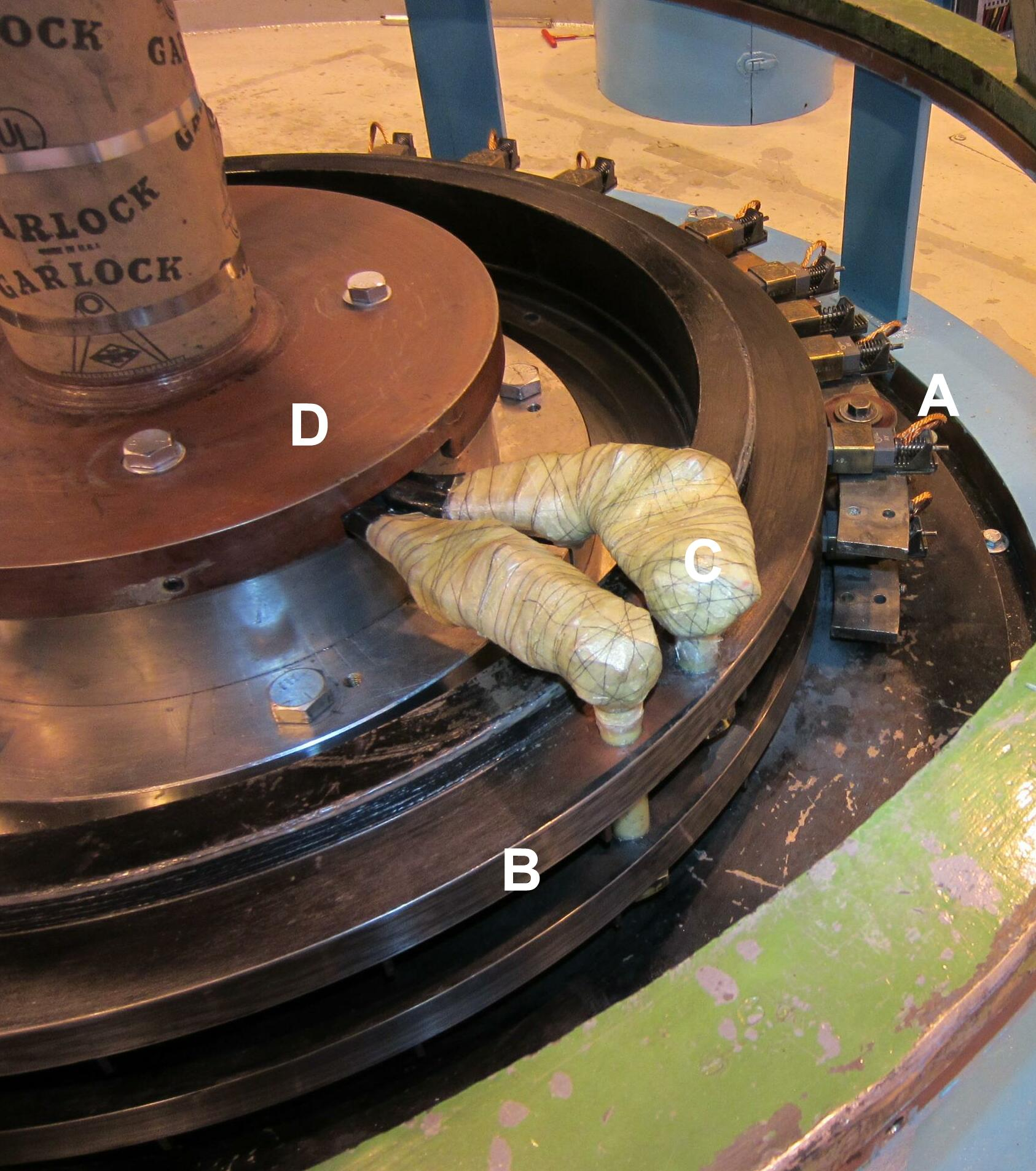
應用集電環的水輪發電機

集電環（英語：Slip ring）是一種將電子訊號從靜態結構傳輸到轉動結構的电机裝置，它能被應用於任何需要傳輸電力或電信號的转动系統。它可以有效改善機械性能，簡化系統的操作以及降低晃動對機械造成的損害，亦被稱為匯流環、導電環、滑環，在交流電系統組成中扮演重要的角色，被廣泛應用在交流电动机、发电机，它能在轉動結構傳輸数字信号或模擬信號、控制電路、輸送電力，使用於摩天輪、挖土機、射电望远镜、定日鏡、機場燈塔等。

## 結構
一般情況下，集電環由可接觸电刷的石墨或金属環構成，當環轉動時，電流或訊號從電刷導通至環上，如果需要更多電刷、集電環組件，便沿著轉動軸線堆疊。當任一環或電刷為靜止時，另一個部件便旋轉。數十年來，此基礎設計被廣泛應用於導通電流至旋轉裝置的技術。

## 外部連結
- Rotary Systems Slip Rings  （页面存档备份，存于）